# Vietnamská abeceda
Vietnamská abeceda je modifikovaná latinka, používaná k zápisu vietnamštiny. Standardně obsahuje 29 písmen.

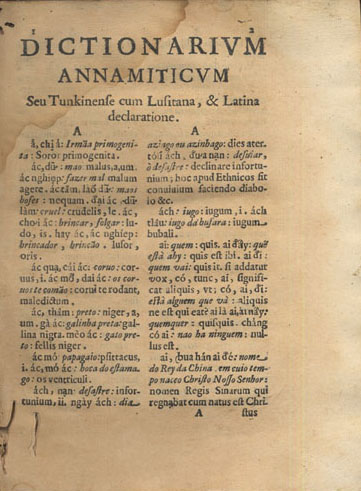
fragment starého slovníku Vietnamštiny

## Abeceda
Vietnamská abeceda se skládá z následujících písmen:
| A | Ă | Â | B | C | D | Đ | E | Ê | G | H | I | K | L | M | N | O | Ô | Ơ | P | Q | R | S | T | U | Ư | V | X | Y |
Písmena F, J, W a Z se používají pouze při zápisu cizích slov.
Ve vietnamštině existuje také 10 digrafů a 1 trigraf: Ch, Gh, Gi, Kh, Ng, Ngh, Nh, Ph, Qu, Th a Tr.

## Tóny

Šest tónů vietnamštiny, ilustrace

Protože vietnamština je tónový jazyk, má každá samohláska pět tónových variant:
- Tón Huyền (nízký klesající) se označuje gravisem (obrácená čárka): À à, Ằ ằ, Ầ ầ, È è, Ề ề, Ì ì, Ò ò, Ồ ồ, Ờ ờ, Ù ù, Ừ ừ, Ỳ ỳ.

- Tón Hỏi (klesající–stoupající) se značí hákem (nebo „obráceným otazníkem“): Ả ả, Ẳ ẳ, Ẩ ẩ, Ẻ ẻ, Ể ể, Ỉ ỉ, Ỏ ỏ, Ổ ổ, Ở ở, Ủ ủ, Ử ử, Ỷ ỷ.

- Tón Ngã (vzestupný, glotalizovaný) se značí tildou (jako při ñ ve španělštině): Ã ã, Ẵ ẵ, Ẫ ẫ, Ẽ ẽ, Ễ ễ, Ĩ ĩ, Õ õ, Ỗ ỗ, Ỡ ỡ, Ũ ũ, Ữ ữ, Ỹ ỹ.

- Tón Sắc (vysoko stoupající) se označuje čárkou: Á á, Ắ ắ, Ấ ấ, É é, Ế ế, Í í, Ó ó, Ố ố, Ớ ớ, Ú ú, Ứ ứ, Ý ý.

- Tón Nặng (nízko padající, glotalizovaný) se značí tečkou pod písmenem: Ạ ạ, Ặ ặ, Ậ ậ, Ẹ ẹ, Ệ ệ, Ị ị, Ọ ọ, Ộ ộ, Ợ ợ, Ụ ụ, Ự ự, Ỵ ỵ.